# 伴素彦
伴 素彦（ばん もとひこ、1905年1月1日 - 1998年9月3日）は、1920年代に活躍した元スキージャンプ選手、実業家。後に全日本スキー連盟の会長を務めた。京都府出身。
父親の伴房次郎は小樽高等商業学校(現在の小樽商科大学)第二代校長(在職期間1921年11月28日-1935年4月2日)

## 来歴
京都府生まれで小学3年生の時父親の転勤に伴い小樽へ移り住んだ。旧制小樽中学（現：北海道小樽潮陵高等学校） - 北海道帝国大学農学部 - 日本製粉（現・ニップン）株式会社。
1926年の第4回全日本スキー選手権ジャンプ競技優勝。
1928年のサンモリッツオリンピックにスキージャンプ日本代表として出場するが、コーチも通訳もいない孤独な参戦を強いられたことに加え、台の規模や技術、道具など何もかもが自分たちがやってきたことと違うことに戸惑い本来のジャンプが全く出来ず、転倒もあって（元々、伴は着地は得意な選手であった）最下位に終わった。しかし、この時の経験が後年の日本ジャンプ界にとって大きな糧となったことは言うまでもなかった。
1929年の第2回全日本学生スキー選手権優勝。
現役引退後は連盟役員として活動し、1972年に全日本学生スキー連盟会長に就任、1975年9月には内紛による3ヶ月の会長不在を受け全日本スキー連盟会長に就任した。
1980年のレークプラシッドオリンピック日本選手団団長を務めた。
1984年　JOCスポーツ賞JOCオーダーを受賞。
一方、1929年日本製粉入社後は同社の各工場長を務めるなど手腕を発揮し、1966年副社長、1970年社長、1974年会長となった。
1982年10月29日、第15回食品産業功労賞を受賞（当時日本製粉株式会社相談役）。
1998年の長野オリンピックを見届けた後、93歳で永眠した。

## 参考資料
朝日新聞1998年10月28日付夕刊惜別欄